# الدوري الإسباني الدرجة الثانية 1991–92
دوري الدرجة الثانية الإسباني 1991–92 (بالإسبانية: Segunda División de España 1991-92)‏ هو الموسم 61 من دوري الدرجة الثانية الإسباني. أشرف على تنظيمه الاتحاد الملكي الإسباني لكرة القدم، وكان عدد الأندية المشاركة فيه 20، وفاز فيه سلتا فيغو.